# Rob Sitch
Rob Sitch (ur. 17 marca 1962, Melbourne) – australijski reżyser filmowy, producent, scenarzysta, aktor i komik.

## Życiorys
Ukończył Trinity College na University of Melbourne z tytułem Bachelor's degree w medycynie. Przez pewien czas pracował jako lekarz
W 1997 r. zadebiutował jako reżyser udaną, niskobudżetową komedią Zamek.